# Erval Grande
Erval Grande es un municipio del estado Brasileño de Rio Grande do Sul. 

## Historia
En 1919 llegaron los primeros habitantes. Abrieron camino a machetazos hasta llegar al Purto Goio-En, donde existía una barca a remo, propiedad del Sr. Antonio Bernâncio e hijos.
En 1923, los maragatos ocuparon un aserradero existente en la base de la sierra que sirvió de reposo para aquel grupo revolucionario, y allí combatieron las tropas gubernamentales.
En 1926 fue construida la primera casa, perteneciente a la familia de Fermino Gomercindo Grando, donde se originó la villa, que enseguida pasó a la condición de distrito de Erechim.
En 1931 se abrió el primer camino para carrozas, que tras algunas mejoras posibilitó la llegada del primer automóvil (Ford 24) y del primer camión (Chevrolet 1931), ambos de la familia Grando.
En el año 1958 se inició una lucha por la emancipación. La comisión encargada de esa lucha era dirigida por Francisco José Zaffari, padre Laurentino Tagliari, Amaury Darcy Bisognin, Domingos Arnaldo Passini e Hilário Fernandes Oltramari.
La emancipación fue efectiva en el año siguiente, por medio de la ley estadual N.º 3.715, del 16 de febrero. El municipio fue oficialmente instalado el 7 de junio de 1959.

## Geografía
Pertenece a la Mesorregión Noroeste Rio-Grandense y a la Microrregión de Erechim. Es un municipio que cuenta con las aguas del Río Uruguay y que tiene frontera fluvial con el estado de Santa Catarina.

### Relieve y suelo
Erval Grande posee topografía con las siguientes características: 85 % accidentada, 5 % ondulada y 10 % plana.

### Hidrografía
La ciudad es bañada por los siguientes ríos: Río Uruguay, rio Douradinho, rio Lageado Grande, Río Jacutinga e Río Passo Fundo.

### Clima
- Clima: subtropical
- Temperatura media anual: 18,5 °C
- Heladas: julio a agosto (tardías en septiembre)

### División distrital
- Sección Sete de setembro
- Sede
- Goio-En
- Pinhalzinho
- Santana

### Población
Según el censo de 2000, tenía 5647 habitantes siendo:
- 62,7 % en zona urbana (3538 habitantes)
- 37,3 % en zona rural (2109 habitantes)

- Densidad demográfica: 19,95 h/km²

### Distancias
- Argentina: 230 km
- Paraguay: 490 km
- Curitiba (PR): 490 km
- Porto Alegre: 450 km
- Chapecó - SC: 41 km
- Erechim - RS: 60 km

## Puntos turísticos
- Museo Histórico Cultural Fermino Gumercindo.
- Lago de las Mil Sequóias - lago con tres hectáreas, cercado por azaleas y otras especies de plantas.
- Fuente de Agua Mineral (en fase de implementación) - ubicada cerca del mirador donde se pueden avistar los ríos Uruguay y Passo Fundo.

1. ↑  Estimativas das populações residentes, en 1º de julho de 2009, segundo os municípios( en portugués). IBGE. Consultado el 16 de septiembre de 2009.

- Datos: Q590650
- Multimedia: Erval Grande / Q590650